# Trachypithecus auratus
Voọc Đông Java (Trachypithecus auratus), còn được gọi là voọc Java, là một loài khỉ Cựu thế giới thuộc phân họ Colobinae. Chúng thường có màu đen bóng với một chút nâu ở chân, hai bên và "râu quai nón". Có thể tìm thấy chúng trên đảo Java, cũng như trên một số hòn đảo xung quanh của Indonesia. Từ tiếng Latinh auratus trong tên khoa học của loài này có nghĩa là "vàng", và dùng để chỉ một biến thể màu ít phổ biến hơn. Lưu ý rằng cái tên voọc vàng được sử dụng cho một loài khác.
Giống như tất cả các loài voọc, đuôi của loài này dài một cách đáng chú ý, có thể dài tới 98 cm trong khi cơ thể của chúng chỉ dài khoảng 55 cm. Hai phân loài của loài voọc này có bề ngoài khá giống nhau và cách biệt nhau về mặt địa lý; con đực và con cái thường có màu đen bóng, mặc dù con cái thường nhạt màu hơn và có mảng trắng hơi vàng xung quanh vùng mu. Con non của cả hai loài đều có màu da cam. Phân loài chỉ định Trachypithecus auratus auratus có đặc điểm hình thái hiếm gặp là không mất đi màu sắc của con non khi trưởng thành, thay vào đó màu sắc của chúng trở nên hơi sẫm lại, với các màu vàng ở hai bên, các chi và xung quanh tai, và màu đen trên lưng.
Voọc Đông Java sinh sống trong các khu vực bên trong và ngoại vi của rừng nhiệt đới.
Loài linh trưởng này sống ban ngày và sống trên cây. Chế độ ăn của chúng chủ yếu là ăn cỏ, bao gồm lá, quả, hoa và nụ hoa, mặc dù chúng cũng ăn cả ấu trùng côn trùng. Cũng giống như các loài khỉ ngón cái ngắn khác, chúng đã phát triển một dạ dày chuyên biệt để tiêu hóa thực vật hiệu quả hơn. Loài này cũng có tuyến nước bọt phát triển để hỗ trợ việc phân hủy thức ăn.
Giống như các loài voọc khác, voọc Đông Java là một loài động vật xã hội, sống theo đàn khoảng bảy cá thể, với một hoặc hai con đực trưởng thành trong đàn. Mặc dù chúng sẽ chăm sóc con non của các con cái khác như con của mình nhưng những con cái trưởng thành thường tỏ ra hung hăng đối với những con cái từ các đàn khác. Màu lông sáng hơn của con non có thể cảnh báo cho con cái về sự hiện diện của chúng và đảm bảo rằng chúng sẽ luôn được chú ý và bảo vệ. Loài này không có mùa giao phối rõ ràng và con cái thường đẻ một con.

## Phân loài
Trước đây có hai phân loài của Trachypithecus auratus được công nhận:
- Voọc miền Đông Java hoặc lutung gỗ mun có gai, Trachypithecus auratus auratus
- Voọc Tây Java, Trachypithecus auratus mauritius

Roos và cộng sự, 2008, đã nâng T. a. mauritius thành một loài riêng biệt là Trachypithecus mauritius.

## Hình ảnh

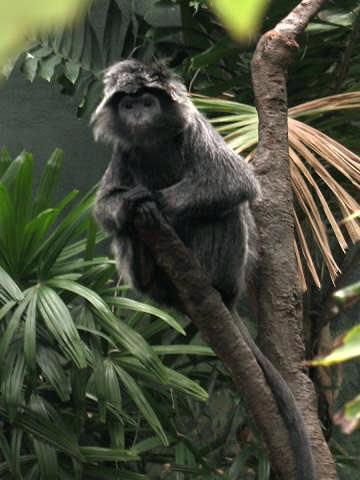
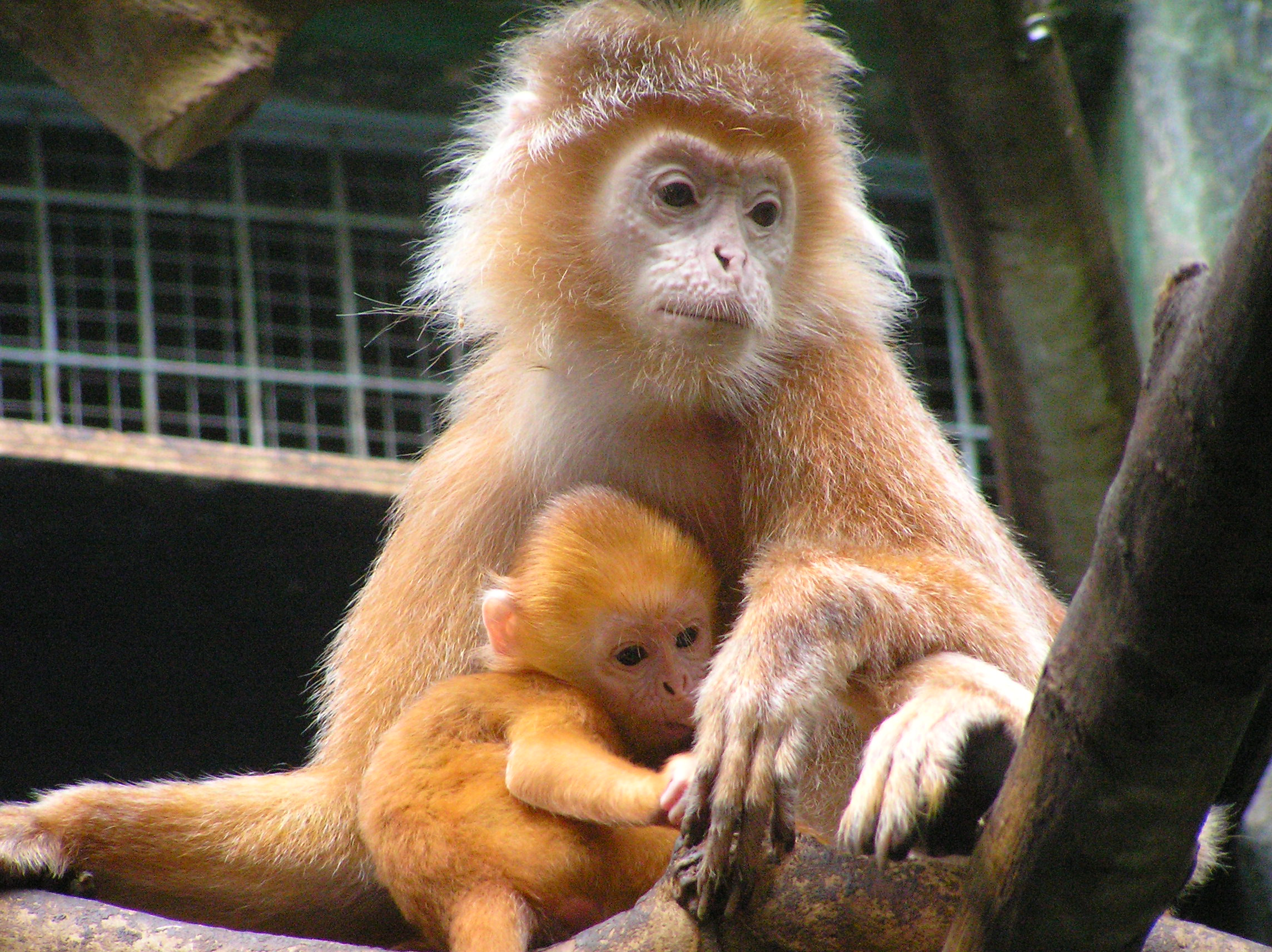
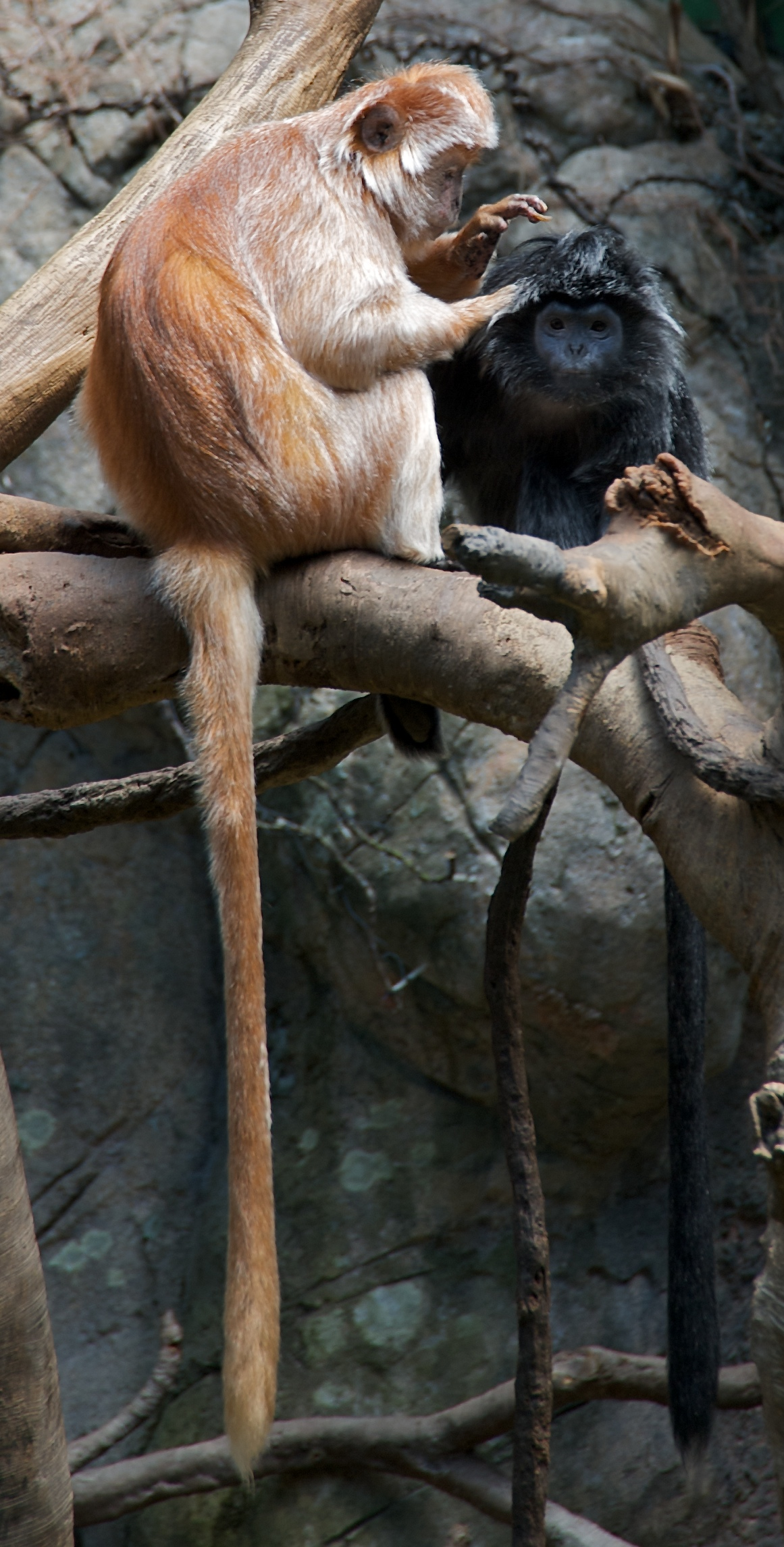
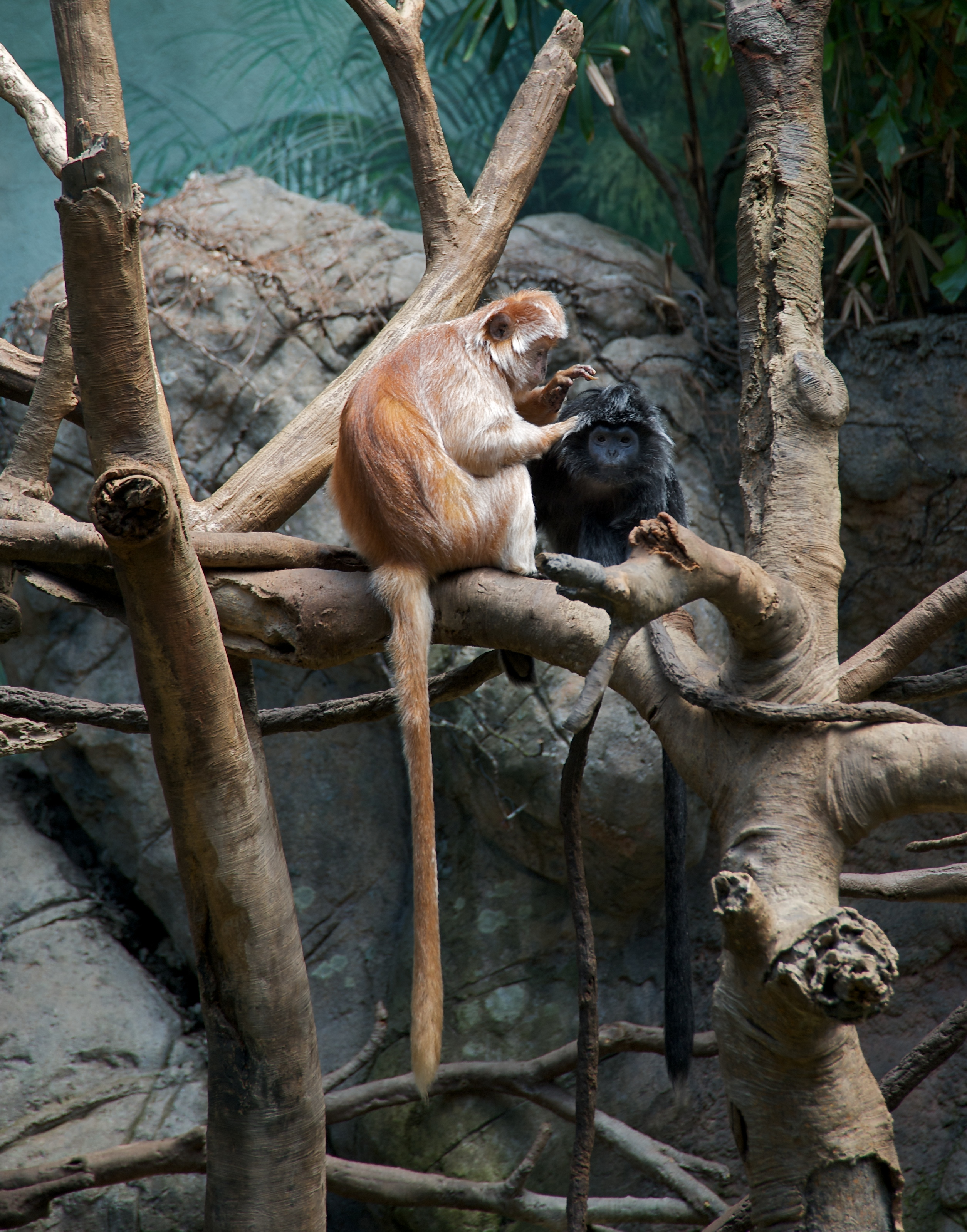